# Територіальна громада України
Територіальна громада — це мешканці, об'єднані постійним проживанням у межах села, селища, міста, що є самостійними адміністративно-територіальними одиницями, або добровільне об'єднання мешканців кількох сіл, селищ, міст, що мають єдиний адміністративний центр (за Законом України «Про місцеве самоврядування»).
Згідно зі статтею 140 Конституції України територіальна громада — це жителі села, селища, міста чи добровільне об'єднання жителів кількох сіл у сільську громаду.
Території територіальних громад (які, у свою чергу, поділяються на 7744  старостинські округи, сформовані місцевою радою) формують райони, декілька районів утворюють області. Станом на 2021 рік в Україні нараховується 1469 громад, сформованих шляхом об'єднання сіл, селищ і міст. Міські громади міст Києва та Севастополя, а також Чорнобильська зона відчуження мають особливий статус і не входять до складу жодного району та області. Автономна Республіка Крим поки що не поділена на громади внаслідок російської окупації.[джерело?]
Основними ознаками територіальної громади є спільна територія існування, наявність спільних інтересів місцевого значення, соціальна взаємодія членів громади в процесі забезпечення цих інтересів, психологічна самоідентифікація кожного члена з громадою, спільна комунальна власність, сплачування комунальних податків.
За чинною конституцією території громад не є адміністративно-територіальними одиницями, проте мають окремі коди КАТОТТГ.
Територіальна громада, адміністративним центром якої визначено місто, є міською територіальною громадою, центром якої визначено селище міського типу, — селищною, центром якої визначено село, — сільською.
Якщо застосовувати до громад в Україні адміністративний поділ, який існує у сусідній Польщі, то формально мав би бути розподіл на міські (до складу яких входить лише місто) та місько-сільські громади (до складу яких окрім міста входять і сусідні села). Наприклад, усі 12 міських громад Житомирської області фактично є місько-сільськими, такими ж є усі міські громади Вінницької, Волинської, Івано-Франківської, Львівської, Полтавської, Сумської, Тернопільської, Хмельницької областей, у Київській області із 24 громад суто міська 1 громада (Славутицька), решта 23 — місько-сільські, у Чернігівській області суто міськими є 2 громади (Чернігівська та Прилуцька), решта 14 — місько-сільські. По 1 такій громаді — у Закарпатській (Ужгородська), Рівненській (Дубенська) та Чернівецькій (Новодністровська) областях.
Проте українське законодавство, на відміну від польського, не передбачає такого розподілу. Незалежно від того, є у складі міської громади сільські населені пункти, чи до меж входить лише місто, громада називається міською.
Концепцією реформування місцевого самоврядування та територіальної організації влади в Україні, ухваленою Кабінетом Міністрів України 1 квітня 2014 року, громади визначено адміністративно-територіальними одиницями базового рівня.

## Кількість та типи громад
Постановою ВР від 17 липня 2020 року у складі областей по всій Україні було виділено всього 1469 територіальних громад, зокрема:
- 409 міських громад з центром у місті,
- 435 селищних громад з центром у селищі міського типу,
- 625 сільських громад з центром у селі.

##### Кількість громад в областях України
| Область           | Кількість громад | Кількість громад | Кількість громад | Кількість громад |
| Область           | за типами громад | за типами громад | за типами громад | Усього           |
| Область           | міські           | селищні          | сільські         | Усього           |
| ----------------- | ---------------- | ---------------- | ---------------- | ---------------- |
| Вінницька         | 18               | 22               | 23               | 63               |
| Волинська         | 11               | 18               | 25               | 54               |
| Дніпропетровська  | 20               | 25               | 41               | 86               |
| Донецька          | 43               | 14               | 9                | 66               |
| Житомирська       | 12               | 22               | 32               | 66               |
| Закарпатська      | 11               | 18               | 35               | 64               |
| Запорізька        | 14               | 17               | 36               | 67               |
| Івано-Франківська | 15               | 23               | 24               | 62               |
| Київська          | 24               | 23               | 22               | 69               |
| Кіровоградська    | 12               | 16               | 21               | 49               |
| Луганська         | 20               | 12               | 5                | 37               |
| Львівська         | 39               | 16               | 18               | 73               |
| Миколаївська      | 9                | 14               | 29               | 52               |
| Одеська           | 19               | 25               | 47               | 91               |
| Полтавська        | 16               | 20               | 24               | 60               |
| Рівненська        | 11               | 13               | 40               | 64               |
| Сумська           | 15               | 15               | 21               | 51               |
| Тернопільська     | 18               | 16               | 21               | 55               |
| Харківська        | 17               | 26               | 13               | 56               |
| Херсонська        | 9                | 17               | 23               | 49               |
| Хмельницька       | 13               | 22               | 25               | 60               |
| Черкаська         | 16               | 10               | 40               | 66               |
| Чернівецька       | 11               | 7                | 34               | 52               |
| Чернігівська      | 16               | 24               | 17               | 57               |
| У всіх областях   | 409              | 435              | 625              | 1469             |

## Термінологія
У науковій літературі існують різні підходи до визначення терміна «територіальна громада»:
- як територіально-об'єднана сукупність людей, що формується на основі соціально-територіальних розбіжностей у специфічне соціальне утворення;
- як суб'єкт місцевого самоврядування;
- як базова адміністративно-територіальна одиниця;

тощо.

## Історія місцевого самоврядування в Україні

### У Київській Русі

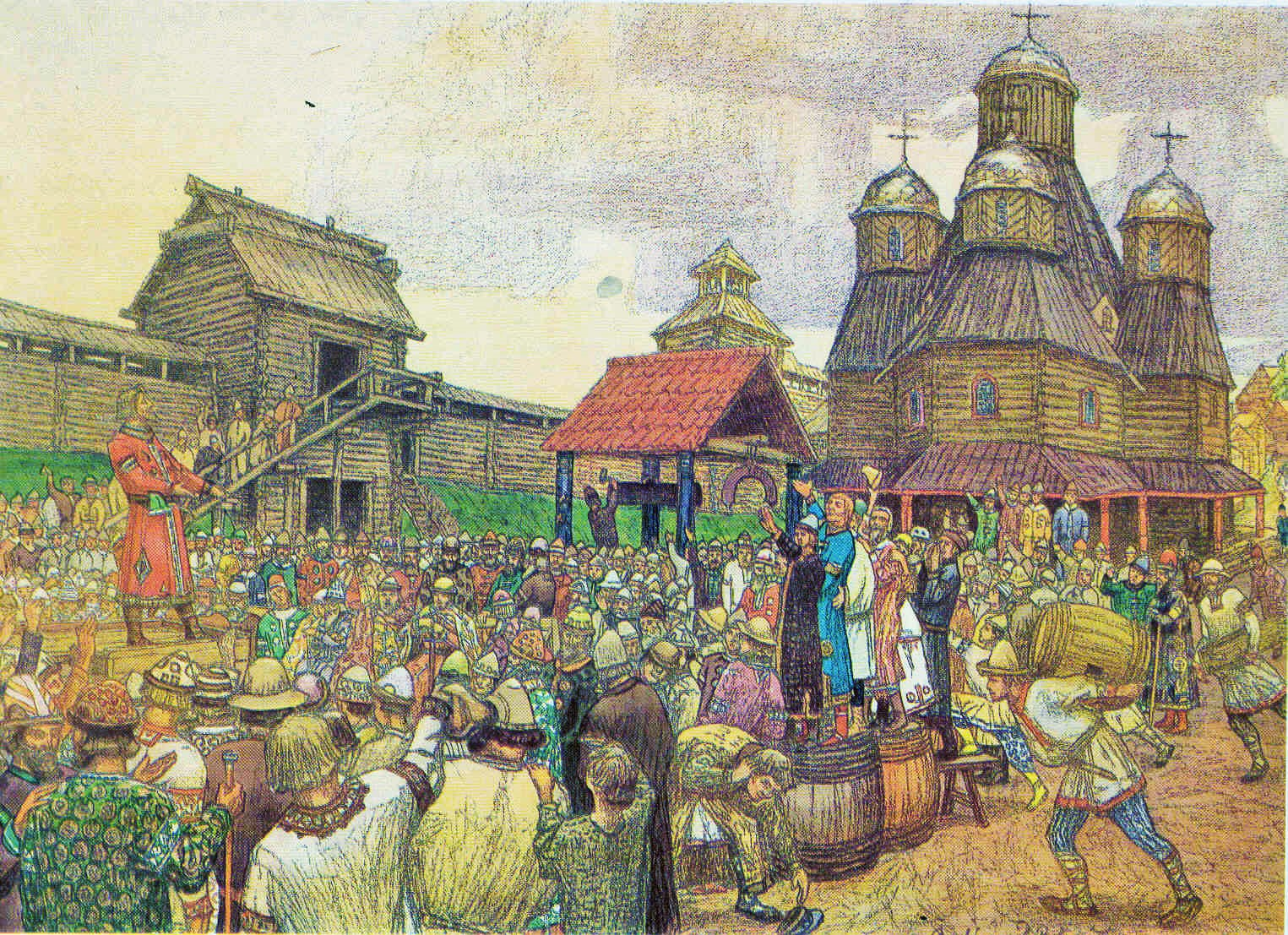
«Псковське віче»

У Київській Русі питання запрошення князя на престол, комплектування ополчень і виборів ватажків вирішувалися народними зборами — віче, участь у яких брали всі вільні жителі міста, які мали власне господарство, але вирішальна роль належала міській феодальній верхівці. Воно скликалося перед початком воєнних дій, під час облоги, на знак протесту проти політики князя. Воно могло виконувати функції суду, укладати договори з князями. Вперше в літописі воно згадується у 1068 році, востаннє — у 1202 році.
Органом місцевого селянського самоврядування була верв, що об'єднувала самостійних господарів одного чи кількох сіл. Земля, ліси, пасовища, інші земельні угіддя були колективною власністю усіх членів. Члени верви несли взаємну відповідальність за сплату данини та скоєні на території громади злочини або переховування злочинців (наприклад, за вбивство на території громади княжого мужа її члени платили 80 гривень, а за простолюдина — 40). Функції управління у верві здійснювали копні збори. Верховний суд на основі звичаєвого права вершив судочинство.

### Подальша історія
За часів Великого Князівства Литовсько-Руського, а потім — Речі Посполитої, місцеве самоврядування на теренах України набуло розвитку у формі війтівства.
У середньовіччі міста в Україні за своїм політико-правовим статусом поділялися на державні, приватні та церковні. У перших існувала державна адміністрація на чолі зі старостою (вона відала заміром, центральною частиною міста і приписаними селянами з навколишніх сіл, опікалася питаннями оборони, збирала податки). Міську громаду представляв війт. Компетенції війта та старости розмежовувалися. У приватних містах війт захищав інтереси громади перед феодалом, інколи навіть у суді. До кінця ХІІІ ст. збиралися міські віча, що існували ще за Київської Русі.
З ХІІІ ст. в українських містах починає запроваджуватися магдебурзьке (німецьке) право. Хоча перший документ про надання німецького права зберігся лише від 1339 року (про надання Болеславом Тройденовичем німецького права місту Сяноку), але можна припустити, що фактично німецьке право було заведене у містах Галицько-Волинської держави ще з кінця ХІІІ ст. Наприкінці XIV століття починають надавати українським містам самоврядування за німецьким правом литовські князі. У 1374 таке право отримав Кам'янець на Поділлі, в 1390 — Берестя, а далі — цілий ряд інших міст. Наприкінці XV століття магдебурзьке право отримав Київ.
Суть магдебурзького права полягала у вивільненні міського населення від юрисдикції урядової адміністрації та наданні місту самоуправління на корпоративній основі. Міщани становили громаду із власним судом і управою. На чолі управи ставали виборні бурмістри і райці, на чолі суду — війт і лавники. Їхній юрисдикції підлягали не тільки міщани, а й цехові ремісники та приписані до міста селяни. Надання місту Магдебурзького права означало ліквідацію влади над його громадянами з боку феодалів та адміністраторів великих князів. Міське самоврядування передбачало право громадян обирати собі повноважну раду строком на один рік. Колегія райців обирала бурмістра. Рада на чолі з бурмістром здійснювала керівництво містом всіма господарськими справами громади. Магдебурзьке право передбачало також обрання лави — органу судової влади на чолі з війтом. Лавники обиралися на все життя. Війт, як правило, призначався королем і був найвищою посадовою особою міста. В Україні тільки громада Києва обирала війта самостійно. Разом з Магдебурзьким правом міста отримували і майнові повноваження. Вони володіли нерухомим майном, землею, запроваджували податки тощо.
Українське населення міст прагнуло до участі в місцевому самоврядуванні. Після битви козаків з польським військом під Зборовом між Хмельницьким і поляками був укладений мирний договір (Зборівський трактат, затверджений сеймом наприкінці 1649 року), що передбачав право православних міщан входити до складу муніципальних урядів.
За часів Гетьманщини «з-під юрисдикції полковників були вилучені міста, що мали самоврядування на основі магдебурзького права, підтверджене царськими грамотами». Ці міста отримали у власність значні земельні володіння: поля, сінокоси й ліси. На утримання органів міського самоврядування йшло мито з привізного краму, з ремісників, із заїжджих дворів та лазень, з млинів, броварень, цегелень, «мостове», «вагове» тощо.

## Об'єднані територіальні громади (2015—2020)
З 2015 до 2020 років в Україні в рамках реформи децентралізації утворювалися об'єднані територіальні громади шляхом добровільного об'єднання суміжних територіальних громад сіл, селищ, міст.
Об'єднані громади отримували значно більші повноваження і фінансові ресурси, які до цього мали лише міста обласного значення.
Станом на 10 червня 2020 року, в Україні було створено 1070 ОТГ із загальним населенням 12,1 млн осіб.

## Історія українських громад після 2020 року
12 червня 2020 року КМУ затвердив території та адміністративні центри територіальних громад, охопивши населені пункти усіх областей України. Усього було затверджено 1470 громад. (Реформа у Криму була відкладена до деокупації півострова.)
12 серпня 2020 року Соколівська громада Черкаської області була включена до Жашківської.